# Campeonato Sul-Americano de Voleibol Feminino Sub-19 de 2024
O Campeonato Sul-Americano de Voleibol Feminino Sub-19 de 2024, foi a vigésima terceira edição da categoria Sub-19, disputada por sete seleções sul-americanas. A competição é realizada a cada dois anos e organizada pela Confederação Sul-Americana de Voleibol. O campeonato ocorreu de 28 de agosto a 1 de setembro de 2024, na cidade de Araguari, Minas Gerais, Brasil. As partidas aconteceram no Ginásio Poliesportivo General Mário Brum Negreiros.

## Seleções participantes
As seguintes seleções confirmaram participação no Campeonato Sul-Americano Sub-19 de 2024:
| Equipe    |
| --------- |
| Brasil    |
| Argentina |
| Paraguai  |
| Venezuela |
| Chile     |
| Colômbia  |
| Peru      |

## Primeira fase

### Grupo A
Classificação
|     |           |     | Jogos | Jogos | Jogos | Resultados | Resultados | Resultados | Resultados | Resultados | Resultados | Sets | Sets | Sets  | Pontos | Pontos | Pontos |
| Pos | Equipe    | Pts | T     | V     | D     | 3–0        | 3–1        | 3–2        | 2–3        | 1–3        | 0–3        | V    | P    | R     | V      | P      | R      |
| --- | --------- | --- | ----- | ----- | ----- | ---------- | ---------- | ---------- | ---------- | ---------- | ---------- | ---- | ---- | ----- | ------ | ------ | ------ |
| 1   | Brasil    | 6   | 2     | 2     | 0     | 2          | 0          | 0          | 0          | 0          | 0          | 6    | 0    | MAX   | 150    | 83     | 1.807  |
| 2   | Peru      | 3   | 2     | 1     | 1     | 1          | 0          | 0          | 0          | 0          | 1          | 3    | 3    | 1,000 | 124    | 124    | 1,000  |
| 3   | Venezuela | 0   | 2     | 0     | 2     | 0          | 0          | 0          | 0          | 0          | 2          | 0    | 6    | 0,000 | 83     | 150    | 0.553  |

Resultados
| Data   | Hora  |        | Placar |           | Set 1 | Set 2 | Set 3 | Set 4 | Set 5 | Total | Relatório |
| ------ | ----- | ------ | ------ | --------- | ----- | ----- | ----- | ----- | ----- | ----- | --------- |
| 28 ago | 17:30 | Brasil | 3–0    | Venezuela | 25–10 | 25–11 | 25–13 |       |       | 75–34 | Relatório |
| 29 ago | 15:00 | Brasil | 3–0    | Peru      | 25–13 | 25–19 | 25–17 |       |       | 75–49 | Relatório |
| 30 ago | 20:00 | Peru   | 3–0    | Venezuela | 25–13 | 25–19 | 25–17 |       |       | 75–49 | Relatório |

### Grupo B
Classificação
|     |           |     | Jogos | Jogos | Jogos | Resultados | Resultados | Resultados | Resultados | Resultados | Resultados | Sets | Sets | Sets  | Pontos | Pontos | Pontos |
| Pos | Equipe    | Pts | T     | V     | D     | 3–0        | 3–1        | 3–2        | 2–3        | 1–3        | 0–3        | V    | P    | R     | V      | P      | R      |
| --- | --------- | --- | ----- | ----- | ----- | ---------- | ---------- | ---------- | ---------- | ---------- | ---------- | ---- | ---- | ----- | ------ | ------ | ------ |
| 1   | Argentina | 9   | 3     | 3     | 0     | 2          | 1          | 0          | 0          | 0          | 0          | 9    | 1    | 9,000 | 247    | 188    | 1.314  |
| 2   | Chile     | 5   | 3     | 2     | 1     | 0          | 1          | 1          | 0          | 0          | 1          | 6    | 6    | 1,000 | 333    | 221    | 1.507  |
| 3   | Colômbia  | 4   | 3     | 1     | 2     | 1          | 0          | 0          | 1          | 1          | 0          | 6    | 6    | 1,000 | 254    | 258    | 0.984  |
| 4   | Paraguai  | 0   | 3     | 0     | 3     | 0          | 0          | 0          | 0          | 0          | 3          | 0    | 9    | 0,000 | 162    | 247    | 0.656  |

Resultados
| Data   | Hora  |           | Placar |          | Set 1 | Set 2 | Set 3 | Set 4 | Set 5 | Total  | Relatório |
| ------ | ----- | --------- | ------ | -------- | ----- | ----- | ----- | ----- | ----- | ------ | --------- |
| 28 ago | 17:30 | Argentina | 3–0    | Paraguai | 25–15 | 25–20 | 25–19 |       |       | 75–54  | Relatório |
| 28 ago | 20:00 | Chile     | 3–2    | Colômbia | 20–25 | 26–24 | 18–25 | 25–12 | 15–9  | 104–95 | Relatório |
| 29 ago | 17:30 | Argentina | 3–1    | Colômbia | 22–25 | 25–17 | 25–19 | 25–23 |       | 97–84  | Relatório |
| 29 ago | 20:00 | Chile     | 3–0    | Paraguai | 25–17 | 25–19 | 25–15 |       |       | 75–51  | Relatório |
| 30 ago | 15:00 | Argentina | 3–0    | Chile    | 25–14 | 25–19 | 25–17 |       |       | 75–50  | Relatório |
| 30 ago | 17:30 | Paraguai  | 0–3    | Colômbia | 22–25 | 14–25 | 21–25 |       |       | 57–75  | Relatório |

## Fase Final

### Chaveamento Final
|  | Semifinal      | Semifinal |                  |   | Final | Final |
|  |                |           |                  |   |       |       |
|  | 31 ago – 15:30 |           |                  |   |       |       |
|  |                |           |                  |   |       |       |
|  | Argentina      | 3         |                  |   |       |       |
|  | Argentina      | 3         | 1 set – 17:00    |   |       |       |
|  | Peru           | 1         |                  |   |       |       |
|  | Peru           | 1         | Brasil           | 3 |       |       |
|  | 31 ago – 18:00 |           | Brasil           | 3 |       |       |
|  |                | Argentina | 0                |   |       |       |
|  | Brasil         | Argentina | 0                | 3 |       |       |
|  | Brasil         |           |                  | 3 |       |       |
|  | Chile          | 0         |                  |   |       |       |
|  | Chile          | 0         | Decisão 3º lugar |   |       |       |
|  |                |           |                  |   |       |       |
|  | 1 set – 14:30  |           |                  |   |       |       |
|  |                |           |                  |   |       |       |
|  | Peru           | 3         |                  |   |       |       |
|  | Peru           | 3         |                  |   |       |       |
|  | Chile          | 0         |                  |   |       |       |

Resultados
Semifinal
| Data   | Hora  |           | Placar |       | Set 1 | Set 2 | Set 3 | Set 4 | Set 5 | Total | Relatório    |
| ------ | ----- | --------- | ------ | ----- | ----- | ----- | ----- | ----- | ----- | ----- | ------------ |
| 31 ago | 15:30 | Argentina | 3–1    | Peru  | 25–21 | 25–18 | 23–25 | 25–15 |       | 98–79 | 11=Relatório |
| 31 ago | 18:00 | Brasil    | 3–0    | Chile | 25–17 | 25–19 | 25–19 |       |       | 75–55 | 11=Relatório |

Final
| Data  | Hora  |        | Placar |           | Set 1 | Set 2 | Set 3 | Set 4 | Set 5 | Total | Relatório |
| ----- | ----- | ------ | ------ | --------- | ----- | ----- | ----- | ----- | ----- | ----- | --------- |
| 1 set | 17:00 | Brasil | 3–0    | Argentina | 25–18 | 25–20 | 25–15 |       |       | 75–53 | Relatório |

Disputa do 3º lugar
| Data  | Hora  |      | Placar |       | Set 1 | Set 2 | Set 3 | Set 4 | Set 5 | Total | Relatório |
| ----- | ----- | ---- | ------ | ----- | ----- | ----- | ----- | ----- | ----- | ----- | --------- |
| 1 set | 14:30 | Peru | 3–0    | Chile | –22   | –19   | –18   |       |       | 0–59  | Relatório |

Disputa do 5º lugar
| Data   | Hora  |           | Placar |          | Set 1 | Set 2 | Set 3 | Set 4 | Set 5 | Total | Relatório |
| ------ | ----- | --------- | ------ | -------- | ----- | ----- | ----- | ----- | ----- | ----- | --------- |
| 31 ago | 13:00 | Venezuela | 0–3    | Colômbia | 14–25 | 17–25 | 18–25 |       |       | 49–75 | Relatório |

## Classificação final
| Posição | Equipe    |
| ------- | --------- |
| 1       | Brasil    |
| 2       | Argentina |
| 3       | Peru      |
| 4       | Chile     |
| 5       | Colômbia  |
| 6       | Venezuela |
| 7       | Paraguai  |

|  | Qualificados para o Mundial Feminino Sub-19 de 2025 |

## Premiação individual
As seguintes jogadoras foram escolhidas as melhores da competição::
| - MVP Mikaela Hestmann - Melhor oposta Paula Tomasa - Melhores centrais Lara Gabriele, Fátima Villafuerte |  | - Melhor levantadora Luanna Markus - Melhores ponteiras Mikaela Hestmann, Julia Allub - Melhor líbero Martina Perez |

## Seleção brasileira
A seleção brasileira do técnico Guilherme Schmitz contou com as seguintes jogadoras na competição: